# Proparachaeta rosae
Proparachaeta rosae là một loài ruồi trong họ Tachinidae.